# Брюссельська соборна мечеть
Брюссельська соборна мечеть — найстаріша мечеть у Брюсселі. Тут розташовується Ісламський Культурний Центр Бельгії.

## Історія
Оригінальна будівля Східного Павільйону Національної Виставки в Брюсселі збудована архітектором Ернестом ван Хамбіком в арабському стилі в 1880. Спочатку в ньому містилася монументальна фреска: "Панорама Каїра" Емілії Вотерс.
У XX столітті, через недостатнє фінансування, павільйон прийшов у запустіння.
У 1967 король Саудівської Аравії Фейсал ібн Абдель Азіз ас-Сауд під час офіційного відвідування Бельгії, запропонував бельгійському королю Бодуену I перетворити цей будинок на мечеть для мусульманської громади Бельгії, яка ставала все численнішою. Після тривалої реконструкції, зробленої за рахунок Саудівської Аравії мешканцем Тунісу архітектором Бобекером, мечеть, що є одночасно і культурним центром, була відкрита в 1978 в присутності королів Бодуена I та Халіда ібн Абдель Азіз ас-Сауда.
Зараз при мечеті відкрито також школу та ісламський дослідницький центр. Центр також організовує курси арабської мови для дорослих та дітей.